# Palasea melissa
Palasea melissa är en fjärilsart som beskrevs av Fawcett 1915. Palasea melissa ingår i släktet Palasea och familjen tofsspinnare. Inga underarter finns listade i Catalogue of Life.